# Kellie Martin
Kellie Noelle Martin (Riverside, Califórnia, 16 de outubro de 1975) é uma atriz norte-americana, que ficou mais conhecida pelo seu papel como a estudante de medicina Lucy Knight no seriado americano ER.

## Vida pessoal
Kellie nasceu em 16 de outubro de 1975, filha de Doug Martin, executivo do ramo de varejo, e de Debbie Martin, professora do jardim de infância. Seus pais se separaram e, em 1992, se divorciaram. A atriz e sua irmã, Heather Martin, passaram a viver com sua mãe, que as criou sozinha.
Ela cursou o ensino fundamental e o ensino médio em Riverside, cidade em que morou durante a infância. Mais tarde, Kellie se matriculou na Universidade Yale, para estudar teatro. Durante seu período na faculdade, participou de diversas peças de teatro. Enquanto estava matriculada em Yale, interrompeu temporariamente os estudos devido à morte de sua irmã Heather, no ano de 1998, vítima de lúpus, tornando-se a porta-voz nacional da doença. A atriz se formou em Yale em 2001.
A atriz é casada com Keith Christian, advogado e fazendeiro de gado americano. Os dois se conheceram enquanto estudavam em Yale, e namoraram durante vários anos, até se casarem, em 15 de maio de 1999, em Polson, Montana. Juntos, eles têm duas filhas, Margaret Heather Christian, nascida em 4 de novembro de 2006, e Olivia James Christian, nascida em 13 de fevereiro de 2016.

## Carreira
Kellie estreou como atriz com apenas sete anos de idade, quando sua tia, que havia sido babá de Michael Landon, conseguiu que o ator concedesse a Martin uma participação especial na série de televisão de western "Father Murphy", da NBC, entre 1981 e 1983. Ela fez participações em filmes como as comédias "Jumpin' Jack Flash", de 1986, e "Troop Beverly Hills", de 1989, possuindo uma grande lista de créditos na televisão.
Ao ser escalada para interpretar a nerd de óculos vermelhos Rebecca "Becca" Thatcher na série de televisão dramática "Life Goes On", da ABC, entre 1989 e 1993, Kellie passou de uma simpática atriz mirim para um talento respeitado no meio artístico. Cedendo às pressões de crescer sob os holofotes, ela acabou por desenvolver um distúrbio alimentar depois de ser escalada para o programa, sendo convencida por sua colega e atriz Tracey Gold a procurar ajuda. Por sua atuação na série, que posteriormente serviu como base para diversas futuras protagonistas femininas inteligentes e sensíveis na televisão, Kellie recebeu uma indicação ao Emmy, além de ganhar dois Young Artist Awards e um Q Awards do Viewers for Quality Television.
Com o término de "Life Goes On", Martin estrelou uma série de filmes para a televisão que deram origem à curta série "Christy", baseada no romance de Catherine Marshall, que foi ao ar pela CBS entre 1994 e 95, onde interpretou uma jovem idealista e de temperamento forte, que deixa sua cidade natal para lecionar em uma escola missionária nas montanhas do leste do Tennessee, no início dos anos 1900. Kellie também estrelou uma série de filmes de suspense feitos para a TV, incluindo "A Friend to Die For", da NBC, em 1994, onde contracenou com Tori Spelling, "The Face on the Milk Carton", da CBS, em 1995 e "Her Last Chance", da NBC, em 1996, ao lado de Jonathan Brandis.
Enquanto em Yale, Kellie retornou à TV como estagiária de advocacia em "Crisis Center", da NBC, de 1997, fazendo uma substituição por curto período em meados da temporada, ambientada em São Francisco. Em 1998, na mesma época em que perdeu sua irmã mais nova para o lúpus, Kellie interrompeu os estudos em Yale para se juntar ao elenco da série médica "ER", da NBC, interpretando o papel da estudante de medicina de terceiro ano Lucy Knight, cujo relacionamento com seu supervisor, o médico residente Dr. John Carter, interpretado pelo ator Noah Wyle era complicado, indo de antagonista, a romântico e profissional. Martin e sua personagem, no entanto, não receberam muito destaque na série, e Lucy Knight acabou sendo logo descartada.
Após sua passagem por "ER", a atriz se formou em História da Arte em Yale, conseguiu um papel coadjuvante na comédia "Malibu's Most Wanted", de 2003, em que contracenou com Jamie Kennedy. Em 2003, ela estrelou a série de filmes para a televisão do Hallmark Channel, centrada na "Mulher Misteriosa" Samantha Kinsey, dona de uma livraria, que também resolve mistérios. A franquia, composta por uma série de filmes com duas horas de duração, provou ser uma favorita do público durante muitos anos, e Martin chegou a dirigir dois filmes. Ela continuou a acumular créditos, incluindo participações em "Law & Order: Special Victims Unit", no ar pela NBC desde 1999, "Ghost Whisperer", da CBS, "Private Practice", drama médico da emissora ABC, "Grey's Anatomy", da ABC, no ar desde 2005 e "Drop Dead Diva", do canal Lifetime, no ar entre 2009 e 2014. See reinado como rainha dos filmes feitos para a TV continuou inabalável, já que Martin representou papéis principais no filme de ação e ficção científica de 2010, "The Jensen Project", na NBC, e na comédia romântica "Smooch", de 2011, do Hallmark Channel.

### Dublagem
Kellie teve seu talento como dubladora reconhecido. Emprestou sua voz à personagem Daphne, na série animada "O Pequeno Scooby-Doo", da ABC, entre 1988 e 1991 e acrescentou ao seu repertório a voz de Molly, a irmã do diabo-da-tasmânia Taz, com um duradouro papel em "Taz-Mania", da Fox, entre os anos de 1991 e 1995. Ela também deu vida a Roxanne, a garota dos sonhos de Max no longa-metragem para o cinema da Disney "Pateta: O Filme", em 1995.

## Filmografia

### Televisão
| Ano       | Título                                 | Papel                              | Notas                         |
| --------- | -------------------------------------- | ---------------------------------- | ----------------------------- |
| 1982      | Father Murphy                          | Flossie                            | 35 episódios                  |
| 1984      | Highway to Heaven                      | Lisa Ratchett                      | 1 episódio                    |
| 1985      | The Canterville Ghost                  |                                    |                               |
| 1986      | Wonderful World of Disney              | Linda / Veronica                   | 2 episódios                   |
| 1986      | Dallas                                 | Brenda Crane                       | Episódio "J.R. Rising" (1986) |
| 1986      | Life With Lucy                         | Patty                              | 2 episódios                   |
| 1986      | Potato Head Kids                       | Lolly                              | 11 episódios                  |
| 1987–1988 | My Two Dads                            | Rebecca                            | 2 episódios                   |
| 1987      | The Hogan Family                       | Tracy Nash                         | 3 episódios                   |
| 1988      | Thirtysomething                        | Robin Kramer                       | 2 episódios                   |
| 1988      | The Tracey Ullman Show                 | Kari, garota da festa do pijama    | 81 episódios                  |
| 1988      | ABC Weekend Specials                   | Karen                              |                               |
| 1988      | Superman                               | Lana Lang                          |                               |
| 1988      | Secret Witness                         | Jennie Thomas                      |                               |
| 1988–1991 | O Pequeno Scooby-Doo                   | Daphne Blake                       | 30 episódios (voz)            |
| 1989      | America's Funniest Home Videos         | Ela mesma                          | Apresentadora                 |
| 1989      | Charles in Charge                      | Heather Curtis                     | 1 episódio                    |
| 1989      | Mr. Belvedere                          | Miriam                             | 1 episódio                    |
| 1989      | Baywatch                               | Chelsea Carroll                    | 1 episódio                    |
| 1989–1993 | Life Goes On                           | Rebecca "Becca" Thacher            | 83 episódios                  |
| 1991–1995 | Taz-Mania                              | Molly, a demônio-da-tasmânia       | 121 episódios (voz)           |
| 1993      | SeaQuest DSV                           | Cleo Walker                        | 1 episódio                    |
| 1993      | ABC Afterschool Specials               | Samantha Wheeler                   |                               |
| 1994      | Aladdin                                | Sadira                             | 3 episódios                   |
| 1994–1995 | Christy                                | Christy Huddleston                 | 20 episódios                  |
| 1994      | A Friend to Die For                    | Angela Delvecchio                  |                               |
| 1995      | If Someone Had Known                   | Katie Liner                        |                               |
| 1995      | The Face on the Milk Carton            | Jennifer Sands / Janie Jessmon     |                               |
| 1995      | Her Hidden Truth                       | Billie Calhoun                     |                               |
| 1996      | Hidden in Silence                      | Fusia Podgorska                    |                               |
| 1996      | Her Last Chance                        | Alex Saxen                         |                               |
| 1996      | Breaking Through                       | Laura Keyes                        |                               |
| 1997      | On the Edge of Innocence               | Zoe Tyler                          |                               |
| 1997      | Crisis Center                          | Kathy Goodman                      | 6 episódios                   |
| 1998      | About Sarah                            | Mary Beth McCaffrey                |                               |
| 1998–2000 | ER                                     | Lucy Knight                        | 36 episódios                  |
| 2001      | Man in the Kitchen                     | Desconhecida                       |                               |
| 2002      | Fiona                                  | Detetive Fiona Fitzgerald          |                               |
| 2003      | Law & Order: Special Victims Unit      | Melinda Granville                  | 1 episódio                    |
| 2003      | Mystery Woman                          | Samantha Kinsey                    |                               |
| 2005      | Mystery Woman: Mystery Weekend         | Samantha Kinsey                    |                               |
| 2005      | Mystery Woman: Snapshot                | Samantha Kinsey                    |                               |
| 2005      | Mystery Woman: Sing Me a Murder        | Samantha Kinsey                    |                               |
| 2005      | Mystery Woman: Vision of a Murder      | Samantha Kinsey                    |                               |
| 2005      | Mystery Woman: Game Time               | Samantha Kinsey                    |                               |
| 2006      | Mystery Woman: At First Sight          | Samantha Kinsey                    |                               |
| 2006      | Live Once, Die Twice                   | Nicole Lauker                      |                               |
| 2006      | Mystery Woman: Wild West Mystery       | Samantha Kinsey                    |                               |
| 2006      | Mystery Woman: Oh Baby                 | Samantha Kinsey                    |                               |
| 2006      | Mystery Woman: Redemption              | Samantha Kinsey                    |                               |
| 2007      | Mystery Woman: In the Shadows          | Samantha Kinsey                    |                               |
| 2007      | The Batman                             | Barbara Gordon / Oracle            |                               |
| 2007      | No Brother of Mine                     | Nina St. Clair                     |                               |
| 2009      | Ghost Whisperer                        | Cally O'Keefe                      | 1 episódio                    |
| 2009      | Grey's Anatomy                         | Julie Zelman                       | 1 episódio                    |
| 2009      | Private Practice                       | Michelle Larsen                    | 1 episódio                    |
| 2010      | Drop Dead Diva                         | Joan Feiner                        | 1 episódio                    |
| 2010      | The Jensen Project                     | Claire Thompson                    |                               |
| 2011      | Smooch                                 | Gwen Cole                          |                               |
| 2012      | Army Wives                             | Capitã do exército Nicole Galassin | 1 episódio                    |
| 2012      | I Married Who?                         | Jordan Grady                       |                               |
| 2013      | The Christmas Ornament                 | Kathy                              |                               |
| 2014      | Dear Viola                             | Katherine                          |                               |
| 2014      | Mad Men                                | Carolyn Glaspie                    | 1 episódio                    |
| 2014      | Satisfaction                           | Jennifer                           |                               |
| 2015      | So You Said Yes                        | Annabelle Blanche                  |                               |
| 2015      | Hello, Its Me                          | Annie                              |                               |
| 2016      | Hailey Dean Mystery: Murder, With Love | Hailey Dean                        |                               |
| 2017      | The Guest Book                         | Policial Kimberly Leahy            |                               |
| 2019      | Death of a Cheerleader                 | Agente Murray                      |                               |
| 2019      | Christmas in Montana                   | Sara Bradley                       |                               |
| 2022      | An Amish Sin                           | Sara                               |                               |

### Cinema
| Ano  | Título                          | Papel                 | Notas                               |
| ---- | ------------------------------- | --------------------- | ----------------------------------- |
| 1986 | Jumpin' Jack Flash              | Kristi Carlson        |                                     |
| 1986 | Body Slam                       | Missy Roberts         |                                     |
| 1988 | Doin' Time on Planet Earth      | Sheila                |                                     |
| 1989 | Troop Beverly Hills             | Emily Coleman         |                                     |
| 1989 | The Flamingo Kid                | Lauren Brody          |                                     |
| 1993 | Matinee                         | Sherry                |                                     |
| 1995 | Pateta: O FIlme                 | Roxanne               | Voz                                 |
| 2001 | All You Need                    | Beth Sabistan Starnes |                                     |
| 2003 | Malibu's Most Wanted            | Jen                   |                                     |
| 2004 | Open House                      | Debbie Delaney        |                                     |
| 2004 | Mickey's Twice Upon a Christmas | Mona                  | Também interpretou vozes adicionais |
| 2005 | Thru the Moebius Strip          | Allana                |                                     |